# Casas de Millán
Casas de Millán è un comune spagnolo di 753 abitanti situato nella comunità autonoma dell'Estremadura.